# Häuselbach (Hürbe)
Der Häuselbach ist ein kurzer linker Zufluss der Hürbe im Dorf Hürben der Gemeinde Giengen an der Brenz im baden-württembergischen Landkreis Heidenheim.

## Beschreibung
Der Häuselbach entspringt einer etwa 40 l/s schüttenden, gefassten Karstquelle, deren Brunnenstube mit Pumpwerk im Haus Nr. 21 der Giengener Straße (alte Hausnummer 193) liegt. Von dort fließt der Bach unter der Straße hindurch und ist kurz in einem Lichtschacht zu sehen, bevor er wieder unterirdisch läuft. Insgesamt fließt der Häuselbach etwa 130 m in südöstliche Richtung und mündet dann von links in die Hürbe, deren offener Lauf bis dorthin noch etwas kürzer ist.

## Geschichte
Die Häuselbachquelle wurde 1909 in die Brunnenstube gefasst, darüber wurde das Pumpwerk errichtet. Eine von einem 6 PS-Benzinmotor angetriebene Kolbenpumpe mit einer Leistung von 4 Litern pro Sekunde förderte das Wasser zu Tage. Es wurden Zu- und Verteilungsleitungen verlegt sowie ein Hochbehälter gebaut, um das Nachbardorf Eselsburg zu versorgen. Da Hürben 1910 an das Drehstromnetz angeschlossen wurde, wurde im Jahre 1912 auf einen 127/220 V E-Motor umgestellt, der 10 PS Leistung hatte. Der Benzinmotor blieb zur Reserve stehen. Im Jahr 1926 wurde dann auch eine Leitung zum Dorffriedhof auf der abgegangenen Burg Hürben verlegt. Eine neue Kolbenpumpe wurde 1935 gekauft und ein Terrazzoboden verlegt.  Das Pumpwerk diente bis 1966 der  Wasserversorgung von Hürben und Eselsburg und wurde dann durch die Landeswasserversorgung abgelöst.

### LUBW
Amtliche Online-Gewässerkarte mit passendem Ausschnitt und den hier benutzten Layern: Lauf und Einzugsgebiet des Häuselbaches

Allgemeiner Einstieg ohne Voreinstellungen und Layer: Daten- und Kartendienst der Landesanstalt für Umwelt Baden-Württemberg (LUBW) (Hinweise)
1. ↑  Höhe nach dem Höhenlinienbild auf dem Hintergrundlayer Topographische Karte.
2. ↑  Länge abgemessen auf dem Hintergrundlayer Topographische Karte.
3. ↑  Einzugsgebiet abgemessen auf dem Hintergrundlayer Topographische Karte.

### Andere Belege
1. ↑  Ralph Jätzold: Geographische Landesaufnahme: Die naturräumlichen Einheiten auf Blatt 172 Nördlingen. Bundesanstalt für Landeskunde, Bad Godesberg 1962. → Online-Karte (PDF; 3,9 MB)
2. ↑  Arbeitskreis Hürbener Ortschronik (Hrsg.): Hürben im Wandel. 1. Auflage. Arbeitskreis Hürbener Ortschronik, Hürben Mai 2001, Die Entwicklung der Wasserversorgung in Hürben, S. 157–162.